# Osceola (Wisconsin)
Pour les articles homonymes, voir Osceola (homonymie).
Osceola est un village du comté de Polk, dans l'État du Wisconsin, aux États-Unis. En 2020, il comptait une population de 2 765 habitants.